# Ross Sykes
Ross James Sykes (Burnley, Inglaterra, 26 de marzo de 1999) es un futbolista británico que juega de defensa en el Royale Union Saint-Gilloise de la Primera División de Bélgica.

## Trayectoria
Nació en Burnley, Lancashire y asistió al Colegio Unity de la ciudad. Comenzó su carrera en el equipo local Burnley F. C., jugando en su equipo juvenil entre los once y los trece años antes de ser liberado. Después de estar a punto de abandonar el juego, su madre le convenció para que fuera a probar al Accrington Stanley F. C. y posteriormente fue contratado por el club. En mayo de 2016 firmó su primer contrato profesional por dos años, a pesar de ser un becario de primer año. Debutó con la selección absoluta en agosto de 2016, siendo titular en la derrota por 3-0 ante el Crewe Alexandra F. C. en la fase de grupos del EFL Trophy. El Accrington ejerció una opción contractual al final de la temporada 2017-18 para retenerlo.
El 23 de junio de 2022 se incorporó al Royale Union Saint-Gilloise de la Primera División de Bélgica por una cantidad no revelada.

## Estadísticas

### Clubes
Actualizado al último partido disputado el 7 de noviembre de 2024.
| Club                                  | Div.          | Temporada     | Liga  | Liga  | Copas nacionales | Copas nacionales | Copas internacionales | Copas internacionales | Total | Total |
| Club                                  | Div.          | Temporada     | Part. | Goles | Part.            | Goles            | Part.                 | Goles                 | Part. | Goles |
| ------------------------------------- | ------------- | ------------- | ----- | ----- | ---------------- | ---------------- | --------------------- | --------------------- | ----- | ----- |
| Accrington Stanley F. C. Inglaterra   | 4.ª           | 2016-17       | 0     | 0     | 3                | 0                | ―                     | ―                     | 0     | 0     |
| Southport F. C. Inglaterra            | 6.ª           | 2017-18       | 6     | 0     | 0                | 0                | ―                     | ―                     | 6     | 0     |
| Southport F. C. Inglaterra            | Total club    | Total club    | 6     | 0     | 0                | 0                | 0                     | 0                     | 6     | 0     |
| Accrington Stanley F. C. Inglaterra   | 4.ª           | 2017-18       | 2     | 0     | 3                | 0                | ―                     | ―                     | 5     | 0     |
| Accrington Stanley F. C. Inglaterra   | 3.ª           | 2018-19       | 20    | 2     | 6                | 1                | ―                     | ―                     | 26    | 3     |
| Accrington Stanley F. C. Inglaterra   | 3.ª           | 2019-20       | 31    | 1     | 8                | 2                | ―                     | ―                     | 39    | 3     |
| Accrington Stanley F. C. Inglaterra   | 3.ª           | 2020-21       | 9     | 1     | 5                | 0                | ―                     | ―                     | 14    | 1     |
| Accrington Stanley F. C. Inglaterra   | 3.ª           | 2021-22       | 39    | 3     | 5                | 0                | ―                     | ―                     | 44    | 3     |
| Accrington Stanley F. C. Inglaterra   | Total club    | Total club    | 101   | 7     | 30               | 3                | 0                     | 0                     | 131   | 10    |
| Royale Union Saint-Gilloise · Bélgica | 1.ª           | 2022-23       | 20    | 2     | 1                | 0                | 5                     | 0                     | 26    | 2     |
| Royale Union Saint-Gilloise · Bélgica | 1.ª           | 2023-24       | 24    | 4     | 6                | 1                | 4                     | 0                     | 34    | 5     |
| Royale Union Saint-Gilloise · Bélgica | 1.ª           | 2024-25       | 2     | 0     | 1                | 0                | 4                     | 1                     | 7     | 1     |
| Royale Union Saint-Gilloise · Bélgica | Total club    | Total club    | 46    | 6     | 8                | 1                | 13                    | 1                     | 67    | 8     |
| Total carrera                         | Total carrera | Total carrera | 153   | 13    | 38               | 4                | 13                    | 1                     | 204   | 18    |

## Palmarés

### Títulos nacionales
| Título                      | Club                 | País    | Año  |
| --------------------------- | -------------------- | ------- | ---- |
| Copa de Bélgica             | Union Saint-Gilloise | Bélgica | 2024 |
| Supercopa de Bélgica        | Union Saint-Gilloise | Bélgica | 2024 |
| Primera División de Bélgica | Union Saint-Gilloise | Bélgica | 2025 |